# Division Speed
Division Speed ist eine deutsche Speed- und Thrash-Metal-Band aus Leipzig, die im Jahr 2008 gegründet wurde.

## Geschichte
Die Band wurde im Jahr 2008 von dem Schlagzeuger Aggressive Perfector und dem Gitarristen Venomessiah in Neustadt an der Orla gegründet. Zusammen schrieben sie das erste Lied Sturmbataillon. Zur Aufnahme eines ersten Demos wurden verschiedene Sänger ausprobiert, darunter war auch eine Version mit dem Rezet-Sänger Richard „Ricky“ Wagner, die an Freunde der Band verteilt wurde. Allerdings konnte kein Sänger die beiden überzeugen. Für die ersten Live-Auftritte kam Hunter als Sänger zur Besetzung. Der Bassist Tailgunner vervollständigte die Besetzung. Der erste Auftritt der Band überhaupt fand zusammen mit Hellish Crossfire statt. Bei weiteren Auftritten wurde die zweite E-Gitarre von verschiedenen Musikern besetzt. Nach der Veröffentlichung von mehreren Demos und Split-Veröffentlichungen, erreichte die Gruppe einen Vertrag bei High Roller Records. Anfang 2015 erschien hierüber die EP Blazing Heat, mit dem gleichnamigen Lied sowie Wacht am Rhein als B-Seite. Letzteres war bereits auf einem Demo im Jahr 2010 zu hören, während es sich bei dem anderen um ein neues Lied handelt. Bei dem Titellied handelt es sich jedoch um eine neu aufgenommene Version, bei der Iron Tyrant von Hellish Crossfire als Gastsänger fungierte. Im selben Jahr erschien ebenfalls bei diesem Label das selbstbetitelte Debütalbum, an dem die Gruppe seit Anfang 2011 gearbeitet hatte. Dies lag vor allem daran, dass die Mitglieder in drei unterschiedlichen Städten in Deutschland leben und auch weil sie in anderen Bandprojekten involviert sind. Alles, bis auf den Gastgesang, wurde von Tailgunner in Leipzig aufgenommen. Das Album war von Patrick W. Engel abgemischt und gemastert worden. Engel hatte auch das Schlagzeug im bandeigenen Studio HMSS Headquarter (sic!) in Neustadt an der Orla aufgenommen. Außerhalb Deutschlands hat die Band bisher unter anderem in Italien, England, Skandinavien und Frankreich gespielt und ist unter anderem zusammen mit Aura Noir, Antichrist, Attic und Nocturnal aufgetreten.

## Stil
Im Interview mit Ulrike Schmitz auf hrrecords.de gab Aggressive Perfector an, dass die Band anfangs vor allem durch Hellish Crossfire und Nocturnal beeinflusst wurde. Laut Schmitz handeln die meisten Lieder vom Zweiten Weltkrieg oder Krieg im Allgemeinen. Sebastian Schilling vom Rock Hard stellte in seiner Rezension zum Debütalbum fest, dass die Gruppe Speed- und Thrash-Metal spielt, der seine Wurzeln in den 1980er Jahren habe. In den Liedern sei „[d]as Riffing[…] agiler als bei Cruel Force, und die todesmetallische Schwere überlässt man Hellish Crossfire und Erazor“. Die in den Liedern verwendeten Kriegs-Samples könnten von keinen „rechten Spacken“ missinterpretiert werden.

## Diskografie
- 2009: Division Speed (Demo, Panzerkommando Records)
- 2010: Antichrist Warfare (Split mit Witching Hour, Evil Spell Records)
- 2010: Promo 2010 (Demo, Eigenveröffentlichung)
- 2011: Speed Injection (Kompilation, Eigenveröffentlichung)
- 2011: Wild Thrash Brigade (Split mit Farscape, Arbitrator, The Reaper, National Suicide und Mentally Defiled, Old Goat Corpse Productions)
- 2013: Leipzig in Trümmern (Split-Video mit Nocturnal Witch, Into Dungeons Records)
- 2015: Blazing Heat (EP, High Roller Records)
- 2015: Division Speed (Album, High Roller Records)